# Улица Василисы Кожиной
У́лица Васили́сы Ко́жиной — улица в Москве, в Западном административном округе, на территории района Филёвский парк.

## Местоположение
Улица проходит вдоль железнодорожных путей Белорусского направления между дублёром улицы Барклая и дублёром Минской улицы.
Почтовый индекс — 121096.

## Транспорт
Маршруты наземного городского пассажирского транспорта по улице Василисы Кожиной не проходят.
До улицы можно добраться от:
- метро «Филёвский парк» — пешком 15 минут
- метро «Багратионовская» — автобусы м2, т39 до остановки «улица Василисы Кожиной»
- метро «Фили» — автобус 116 до остановки «улица Василисы Кожиной»
- метро «Славянский бульвар» — автобусы 104, 139 до остановки «Минская улица, 8»
- метро «Университет» — автобусы 130, 187, 260, 470 до остановки «Минская улица, 8»
- метро «Ломоносовский проспект» — автобусы 130, 187, 260, 470 до остановки «Минская улица, 8»
- метро «Минская» — автобусы 130, 187, 260, 470 до остановки «Минская улица, 8»
- Матвеевское — автобус 107 до остановки «Минская улица, 8»

## История улицы
Часть 1-го Фильского проезда, была переименована 11 августа 1962 года, в честь Василисы Кожиной — крестьянки, создавшей в Отечественную войну 1812 года партизанский отряд. Прежнее название было дано по деревне Фили, и речке Фильке. Расположена в районе, где улицы названы в честь героев Отечественной войны 1812 года.

## Реконструкция
В настоящее время на улице Василисы Кожиной проходит реконструкция улицы путём её расширения.

## Примечательные здания и сооружения

### по нечётной стороне
- № 7, к. 1 — Производственно-эксплуатационное управление канализационной сети
- № 7, к. 2 — Учебный центр Мосводоканала
- № 11 — Красный дракон, автопредприятие МИДа России
- № 11а — Ателье МИДа России
- № 21 — МОЭК
- № 23 — Ассоциация практикующих ветеринарных врачей, Мовет
- № 29 — Аванта Opel, Аванта Chevrolet

### по чётной стороне
- № 10 — Банкомат Промсвязьбанка
- № 14, к. 1 — Дело и сервис, Глория Джинс
- № 14, к. 2 — РасМин, Эльта, энергостроительная компания Энрергостройналадка
- № 14, к. 3 — Флеболог, Общероссийская общественная организация «Ассоциация ветеранов и сотрудников служб безопасности президента», Медспектрум.
- № 14, к. 6 — АПМ-Телеком, Автогрупп, производственно-строительное предприятие «Качество и надёжность»
- № 16, к. 2 — Elma-Market
- № 20, стр 1 — Детский сад № 398
- № 24, к. 1 — Интим, Фарго Комп, Западный Мост
- № 24, к. 2 — Wonderful